# Alfred Einstein
Pour les articles homonymes, voir Einstein (homonymie).
Alfred Einstein (Munich, 30 décembre 1880 – El Cerrito, 13 février 1952) est un musicologue et un éditeur de musique germano-américain. Il est connu pour être l'un des plus grands historiens de la musique de la première moitié du XXe siècle.

## Biographie
Bien qu'il eût initialement étudié le droit, il prit rapidement conscience que son principal amour était la musique, et il réalisa une thèse de doctorat à l'université de Munich, se focalisant sur la musique instrumentale de la Renaissance et du début de l'ère baroque, en particulier la musique pour la viole de gambe. En 1918, il fut le premier éditeur du Zeitschrift für Musikwissenschaft ; peu après il devint critique musical pour le Münchner Post, puis en 1927, critique musical pour le Berliner Tageblatt. En 1933, après l'accession au pouvoir de Hitler, il quitta l'Allemagne nazie, s'installant d'abord à Londres, puis en Italie, et finalement aux États-Unis en 1939, où il obtint successivement des emplois d'enseignant dans des universités incluant le Smith College, l'université Columbia, l'université de Princeton, l'université du Michigan, et la Hartt School of Music à Hartford.
Einstein fit non seulement des recherches et écrivit des œuvres détaillées sur des sujets spécifiques, mais il rédigea aussi plusieurs ouvrages traitant de l'histoire de la musique, y compris Short History of Music (Courte histoire de la musique, 1917), et Greatness in Music (La Grandeur en musique, 1941). En outre, il publia une révision du catalogue Köchel de la musique de Mozart (1937) et du catalogue de l'œuvre de Ludwig van Beethoven. Son œuvre majeure fut la somme consacrée à  la forme italienne profane du madrigal, (The Italian madrigal, 3 volumes, 1949), la première étude détaillée sur le sujet. 
Ses œuvres les plus populaires restent aujourd'hui, traduites en français, le volume sur Mozart, « Mozart. L'Homme et l'œuvre », publié chez Desclée de Brouwer en 1954 (« Mozart: His Character, His Work », 1945) ; son ouvrage sur Schubert, édité chez Gallimard en 1958 (« Schubert. A Musical Portrait », 1951) ; et surtout « La Musique romantique » (« Music in the Romantic Era »), également publié chez Gallimard, en 1959.

## Possible parenté avec Albert Einstein
Bien qu'une source respectable mentionne Alfred comme un cousin du scientifique Albert Einstein, une autre prétend qu'aucune parenté n'a été vérifiée. Quelques sites web avancent qu'ils descendraient tous les deux d'un Moyses Einstein, sept générations plus tôt, et par conséquent qu'ils seraient cousins au 14e degré.
Cependant, il est connu que le père d'Albert Einstein (Hermann Einstein) avait rejoint Munich trois mois après la naissance d'Albert pour travailler dans la compagnie de son oncle Jakob (Jakob Einstein & Cie), une compagnie d'électricité connue pour avoir électrifié la fête de la Bière en 1885. Nous savons donc qu'Albert Einstein avait de la famille à Munich à cette époque et que lui-même y a vécu puisqu'il était au Luitpold-Gymnasium de Munich au moins jusqu'en 1890, selon certaines photographies de classe. Peut-être même les familles Planck et Einstein se sont-elles connues là-bas à cette époque, le père de Max Planck étant professeur de droit à Munich.

## Einstein dans la culture populaire
Dans la première planche de la bande dessinée Le Génie des alpages de F'murr, le chien mentionne une citation qu'il attribue à Alfred Einstein : « Une blanche vaut deux noires ».

## Ouvrages
- Mozart, sein Charakter, sein Werk, Zurich, Éditions Pan 1953. 
  - Traduction : Mozart, l'homme et l'œuvre, Trad. Jacques Delalande, Éditions Desclée de Brouwer 1954.
  - Mozart, l'homme et l'œuvre  (trad. de l'allemand par Jacques Delalande, préf. Pierre-Antoine Huré, nouvelle édition revue par le traducteur), Paris, Gallimard, coll. « Tel » (no 175), 1991, 629 p. (ISBN 2-07-072194-9, OCLC 750855357)
- Schubert : portrait d'un musicien  (trad. de l'allemand par Jacques Delalande), Paris, Gallimard, coll. « Tel » (no 285), 1997 (1re éd. 1951 (en) ; 1958 (fr)), 449 p. (ISBN 978-2-07-074837-2, OCLC 742463164, BNF 36160255)
- Music in the Romantic Era
  - La Musique romantique, trad. Jacques Delalande, Gallimard, 1959 ; rééd. coll. « Tel » (no 86), 1984.